# Bộ Cá nhám góc
Bộ Cá nhám góc (danh pháp khoa học: Squaliformes) là bộ cá nhám, trong đó bao gồm khoảng 130 loài trong 7 họ.
Thành viên của bộ này có hai vây lưng, thường có gai, không có vây hậu môn và màng mắt, các loài đều có năm khe mang. Tuy nhiên, trong hầu hết các khía cạnh khác, chúng là những loài có nhiều biến động về hình dáng và kích thước. Chúng được tìm thấy trên toàn thế giới, tại các vùng biển hai cực đến các vùng biển nhiệt đới, từ vùng biển nông ven bờ tới những vùng biển khơi.

## Phân loại
Họ Centrophoridae Bleeker, 1859 (Cá mập Gulper)
- Chi Centrophorus: 14 loài
- Chi Deania: 4 loài

Họ Dalatiidae (J. E. Gray, 1851) (Cá mập cánh diều)
- Chi Euprotomicroides: 1 loài
- Chi Heteroscymnoides: 1 loài
- Chi Mollisquama: 1 loài
- Dalatiini
  - Chi Dalatias: 1 loài
  - Chi Isistius: 3 loài
- Euprotomicrini
  - Chi Euprotomicrus: 1 loài
  - Chi Squaliolus: 2 loài

Họ Echinorhinidae Gill, 1862 (Cá mập mũi gai)
- Chi Echinorhinus: 2 loài

Họ Etmopteridae Fowler, 1934 (Cá mập lồng đèn)
- Chi Aculeola: 1 loài
- Chi Centroscyllium: 7 loài
- Chi Etmopterus: 37 loài
- Chi Miroscyllium: 1 loài
- Chi Trigonognathus: 1 loài

Họ Oxynotidae Gill, 1872 (Cá mập thô)
- Chi Oxynotus: 5 loài

Họ Somniosidae D. S. Jordan, 1888 (cá mập ngủ)
- Chi Centroscymnus (gồm cả Centroselachus, Proscymnodon): 6 loài
- Chi Scymnodalatias: 4 loài
- Chi Scymnodon: 2 loài
- Chi Somniosus: 5 loài
- Chi Zameus: 2 loài

Họ Squalidae Blainville, 1816 (cá nhám góc)
- Chi Cirrhigaleus: 3 loài
- Chi Squalus: 27 loài